# RPG-6
La RPG-6 (en ruso transliterado, Ruchnaya Protivotankovaya Granata, en español, "Granada de mano antitanque") fue una granada antitanque soviética utilizada durante las últimas etapas de la Segunda Guerra Mundial y principios del período de la Guerra Fría.

## Historia
La RPG-6 fue diseñada como un reemplazo para la RPG-43 después de la Batalla de Kursk. 
Se sometió a pruebas en setiembre de 1943 y fue aceptada en servicio en octubre de 1943. Las primeras granadas RPG-6 se usaron contra las tropas alemanas en la última semana de octubre de 1943.
El arma fue un éxito y entró en producción en masa a fines de 1943. Durante la guerra, las granadas RPG-6 se utilizaron junto con la RPG-43. 
En la URSS, algunas granadas se mantuvieron almacenadas incluso después del final de la Segunda Guerra Mundial. 

## Diseño
Funcionaba según el principio del "efecto Munroe", en el que una carga explosiva con forma de cono revestida de metal generaría un chorro concentrado de metal caliente que podría penetrar el blindaje. 
Era una carcasa cónica que contenía una carga conformada y que contenía 562 gramos de TNT, equipada con una espoleta de percusión y cuatro cintas de tela para proporcionar estabilidad en vuelo después del lanzamiento. Podría penetrar aproximadamente 100 milímetros de blindaje. LA RPG-6 tenía un radio de fragmentación de 20 metros desde el punto de detonación, y demostró ser útil tanto contra infantería como contra tanques. 
La RPG-43 tenía una gran ojiva, pero estaba diseñada para detonar al impacto con el blindaje de un tanque; Más tarde se descubrió que se obtenía un desempeño óptimo de una ojiva HEAT si explotaba a una corta distancia del blindaje, aproximadamente a la misma distancia que el diámetro del arma. En la RPG-6, esto se logró agregando una sección de punta hueca y puntiaguda con la espoleta de impacto, de modo que cuando la granada detonaba, la ojiva estaba a la distancia óptima del blindaje. 